# Дискография Radiohead
Дискография британской альтернативной рок-группы Radiohead состоит из девяти студийных альбомов, одного концертного альбома, одного сборника, одного бокс-сета, одного альбома ремиксов, шести мини-альбомов, двадцати семи синглов, девяти видеоальбомов и сорока двух клипов.
Radiohead выпустили свой первый студийный альбом Pablo Honey в феврале 1993 года. Он достиг 22 строчки британского чарта и получил платиновые сертификации Британской ассоциации производителей фонограмм (BPI) и Американской ассоциации звукозаписывающих компаний (RIAA). Выпущенный на этом альбоме дебютный сингл группы «Creep» попал в первые десятки хит-парадов нескольких стран, став одним из самых успешных в дискографии Radiohead. В марте 1995 года был выпущен второй студийный альбом группы, The Bends, достигший четвёртой строчки британского хит-парада. BPI присвоила ему сертификацию четырежды платинового. В июне 1997 Radiohead выпустили свой третий студийный альбом, OK Computer. Он возглавил хит-парады Великобритании, Ирландии и Новой Зеландии, а также был сертифицирован RIAA как дважды платиновый. Песни «Paranoid Android», «Karma Police», «No Surprises» попали в десятку лучших синглов Великобритании. Последовавший в 2000 году Kid A возглавил UK Albums Chart и стал первым альбомом Radiohead, добравшимся до первой строчки американского Billboard 200. Оба альбома получили «Грэмми» в номинации «лучший альтернативный альбом». Пятый студийный альбом группы, Amnesiac, выпущенный в июне 2001 года, также возглавил британский хит-парад и получил платиновую сертификацию Британской ассоциации производителей фонограмм. Полноформатник 2003 года, Hail to the Thief, стал четвёртым подряд альбомом группы, добравшимся до первой строчки чарта Великобритании. BPI и RIAA присвоили ему статус платинового. Выпущенный в 2007 году In Rainbows стал вторым после Kid A альбомом, возглавившим Billboard 200. Сингл «Nude» попал в первые сорок песен хит-парада Billboard Hot 100, чего не случалось со времён «Creep». В феврале 2011 года группа выпустила свой восьмой студийный альбом, The King of Limbs. Он занял седьмое место в UK Albums Chart и получил золотую сертификацию BPI.
Общее количество проданных релизов группы на 2011 год превышает 30 миллионов копий. Radiohead неоднократно были номинированы на премию «Грэмми» и три раза одержали победу.

## Студийные альбомы
| Год                                                                   | Альбом                                                                                                 | Высшие позиции в чартах | Высшие позиции в чартах | Высшие позиции в чартах | Высшие позиции в чартах | Высшие позиции в чартах | Высшие позиции в чартах | Высшие позиции в чартах | Высшие позиции в чартах | Высшие позиции в чартах | Высшие позиции в чартах | Высшие позиции в чартах | Высшие позиции в чартах | Высшие позиции в чартах | Высшие позиции в чартах | Высшие позиции в чартах | Высшие позиции в чартах | Высшие позиции в чартах | Высшие позиции в чартах | Высшие позиции в чартах | Высшие позиции в чартах | Высшие позиции в чартах | Высшие позиции в чартах | Высшие позиции в чартах | Сертификации (Пороги продаж) |
| Год                                                                   | Альбом                                                                                                 | GB                      | US                      | AT                      | AU                      | VL                      | WA                      | CA                      | CH                      | DE                      | DK                      | ES                      | FI                      | FR                      | GR                      | IE                      | IT                      | JP                      | MX                      | NL                      | NO                      | NZ                      | PT                      | SE                      | Сертификации (Пороги продаж) |
| --------------------------------------------------------------------- | --- | ----------------------- | ----------------------- | ----------------------- | ----------------------- | ----------------------- | ----------------------- | ----------------------- | ----------------------- | ----------------------- | ----------------------- | ----------------------- | ----------------------- | ----------------------- | ----------------------- | ----------------------- | ----------------------- | ----------------------- | ----------------------- | ----------------------- | ----------------------- | ----------------------- | ----------------------- | ----------------------- | --- |
| 1993                                                                  | Pablo Honey Детали - Выход: 22 февраля - Лейбл: Parlophone - Форматы: CD, CS, LP, ЦД, 2×CD (+DVD)      | 22                      | 32                      | —                       | 86                      | 38                      | 28                      | 42                      | 91                      | —                       | —                       | 91                      | —                       | 108                     | —                       | —                       | —                       | 81                      | —                       | 61                      | —                       | 44                      | —                       | 56                      | Список ARIA: Золотой BEA: Платиновый BPI: 2×Платиновый CAPIF: Золотой MC: 2×Платиновый RIAA: Платиновый                                                                                      |
| 1995                                                                  | The Bends Детали - Выход: 13 марта - Лейбл: Parlophone - Форматы: CD, CS, MD, LP, ЦД, , 2×CD (+DVD)    | 4                       | 88                      | 37                      | 23                      | 8                       | 26                      | 21                      | —                       | 73                      | —                       | —                       | —                       | —                       | —                       | 4                       | —                       | 55                      | —                       | 20                      | 32                      | 8                       | —                       | 26                      | Список BPI: 4×Платиновый CAPIF: Золотой IFPI: Платиновый MC: 3×Платиновый RIAA: Платиновый                                                                                                   |
| 1997                                                                  | OK Computer Детали - Выход: 16 июня - Лейбл: Parlophone - Форматы: CD, 2×LP, CS, MD, ЦД, 2×CD (+DVD)   | 1                       | 21                      | 17                      | 7                       | 1                       | 3                       | 2                       | 40                      | 27                      | —                       | 42                      | 10                      | 3                       | —                       | 1                       | 6                       | 16                      | 81                      | 2                       | 4                       | 1                       | 9                       | 3                       | Список ARIA: Платиновый BEA: 2×Платиновый BPI: 5×Платиновый CAPIF: Платиновый FIMI Золотой GLF: Золотой IFPI: 3×Платиновый IFPI: Золотой MC: 3×Платиновый SNEP: 2×Золотой RIAA: 2×Платиновый |
| 2000                                                                  | Kid A Детали - Выход: 2 октября - Лейбл: Parlophone - Форматы: CD, 2×10", CS, MD, ЦД, 2×CD (+DVD)      | 1                       | 1                       | 5                       | 2                       | 3                       | 4                       | 1                       | 8                       | 4                       | 2                       | 85                      | 2                       | 1                       | 4                       | 1                       | 3                       | 3                       | —                       | 4                       | 2                       | 1                       | 3                       | 3                       | Список ARIA: Платиновый BPI: Платиновый IFPI: Золотой MC: 3×Платиновый SNEP: Платиновый RIAA: Платиновый RIANZ: Золотой                                                                      |
| 2001                                                                  | Amnesiac Детали - Выход: 4 июня - Лейбл: Parlophone - Форматы: CD, 2×10", CS, ЦД, 2×CD (+DVD)          | 1                       | 2                       | 1                       | 2                       | 4                       | 3                       | 1                       | 6                       | 2                       | 2                       | —                       | 1                       | 2                       | 2                       | 1                       | 2                       | 6                       | —                       | 3                       | 1                       | 1                       | —                       | 4                       | Список ARIA: Золотой BPI: Платиновый CAPIF: Золотой IFPI: Платиновый MC: Платиновый RIAA: Золотой SNEP: Золотой                                                                              |
| 2003                                                                  | Hail to the Thief Детали - Выход: 9 июня - Лейбл: Parlophone - Форматы: CD, 2×12", CS, ЦД, 2×CD (+DVD) | 1                       | 3                       | 6                       | 2                       | 2                       | 1                       | 1                       | 3                       | 3                       | 2                       | 8                       | 2                       | 1                       | —                       | 1                       | 3                       | 2                       | —                       | 4                       | 2                       | 3                       | 2                       | 6                       | Список ARIA: Золотой BEA: Золотой BPI: Платиновый IFPI: Золотой MC: Платиновый RIAA: Платиновый RIANZ: Золотой SNEP: Золотой                                                                 |
| 2007                                                                  | In Rainbows Детали - Выход: 10 октября - Лейблы: XL, TBD Records - Форматы: CD, LP, ЦД, 2×12"+2×CD     | 1                       | 1                       | 12                      | 2                       | 2                       | 5                       | 1                       | 2                       | 8                       | 7                       | 19                      | 2                       | 1                       | —                       | 1                       | 7                       | 11                      | 50                      | 7                       | 6                       | 2                       | —                       | 6                       | Список BEA: Золотой BPI: Золотой MC: Платиновый RIAA: Золотой |
| 2011                                                                  | The King of Limbs Детали - Выход: 18 февраля - Лейбл: Ticker Tape (XL) - Форматы: CD, LP, ЦД           | 7                       | 3                       | 11                      | 2                       | 7                       | 8                       | 5                       | 8                       | 13                      | 10                      | 10                      | 13                      | 8                       | 13                      | 7                       | 8                       | 3                       | 8                       | 3                       | 4                       | 5                       | —                       | 9                       | Список BPI: Золотой MC: Золотой |
| 2016                                                                  | A Moon Shaped Pool Детали - Выход: 8 мая - Лейбл: XL Records - Форматы:                                |                         |                         |                         |                         |                         |                         |                         |                         |                         |                         |                         |                         |                         |                         |                         |                         |                         |                         |                         |                         |                         |                         |                         | Список |
| «—» означает, что альбом не попал в чарт или не был выпущен в стране. | |                         |                         |                         |                         |                         |                         |                         |                         |                         |                         |                         |                         |                         |                         |                         |                         |                         |                         |                         |                         |                         |                         |                         | |

## Концертные альбомы
| Год  | Альбом                                                                                             | Высшие позиции в чартах | Высшие позиции в чартах | Высшие позиции в чартах | Высшие позиции в чартах | Высшие позиции в чартах | Высшие позиции в чартах | Высшие позиции в чартах | Высшие позиции в чартах | Высшие позиции в чартах | Высшие позиции в чартах | Высшие позиции в чартах | Высшие позиции в чартах | Сертификации    |
| Год  | Альбом                                                                                             | GB                      | US                      | AT                      | AU                      | WA                      | CH                      | DE                      | FR                      | IE                      | JP                      | NL                      | NO                      | Сертификации    |
| ---- | -------------------------------------------------------------------------------------------------- | ----------------------- | ----------------------- | ----------------------- | ----------------------- | ----------------------- | ----------------------- | ----------------------- | ----------------------- | ----------------------- | ----------------------- | ----------------------- | ----------------------- | --------------- |
| 2001 | I Might Be Wrong: Live Recordings - Выход: 12 ноября - Лейбл: Parlophone - Форматы: CD, CS, LP, ЦД | 23                      | 44                      | 33                      | 30                      | 38                      | 68                      | 76                      | 14                      | 22                      | 22                      | 94                      | 19                      | BPI: Серебряный |

## Бокс-сеты
| Год  | Бокс-сет                                                                           | Высшие позиции в чартах | Высшие позиции в чартах | Высшие позиции в чартах |
| Год  | Бокс-сет                                                                           | CA                      | FR                      | GR                      |
| ---- | ---------------------------------------------------------------------------------- | ----------------------- | ----------------------- | ----------------------- |
| 2007 | Radiohead Box Set - Выход: 10 декабря - Лейбл: Parlophone - Форматы: 7×CD, USB, ЦД | 95                      | 162                     | 27                      |

## Синглы
Сертификации
- В 2013 году BPI присвоила синглу «Creep» статус серебряного[2].

## Видеоальбомы
| Год                                                                   | Альбом | Высшие позиции в чартах | Высшие позиции в чартах | Высшие позиции в чартах | Высшие позиции в чартах | Сертификации                                        |
| Год                                                                   | Альбом | GB                      | CZ                      | JP                      | US                      | Сертификации                                        |
| --------------------------------------------------------------------- | --- | ----------------------- | ----------------------- | ----------------------- | ----------------------- | --------------------------------------------------- |
| 1995                                                                  | Live at the Astoria Детали - Выход: 13 февраля - Лейбл: Parlophone - Форматы: VHS, DVD                               | —                       | —                       | 161                     | 9                       | BPI: Золотой                                        |
| 1998                                                                  | 7 Television Commercials Детали - Выход: 4 мая - Лейбл: Parlophone - Форматы: VHS, DVD                               | —                       | —                       | —                       | 14                      | Список BPI: Платиновый MC: Платиновый RIAA: Золотой |
| 1998                                                                  | Meeting People Is Easy Детали - Выход: 30 ноября - Лейбл: Parlophone - Форматы: VHS, DVD                             | —                       | —                       | 261                     | 2                       | Список BPI: Золотой MC: Платиновый RIAA: Платиновый |
| 2004                                                                  | The Most Gigantic Lying Mouth of All Time Детали - Выход: 4 мая - Лейбл: W.A.S.T.E. - Формат: DVD                    | —                       | —                       | —                       | —                       |                                                     |
| 2008                                                                  | Radiohead: The Best Of Детали - Выход: 23 июня - Лейбл: Parlophone - Формат: DVD                                     | —                       | 8                       | —                       | —                       |                                                     |
| 2008                                                                  | In Rainbows – From the Basement Детали - Выход: 24 июня - Лейбл: _Xurbia_Xendless - Форматы: ЦД, DVD+CD              | —                       | —                       | —                       | —                       |                                                     |
| 2010                                                                  | Live in Praha Детали - Выход: 23 августа - Лейбл: — - Формат: ЦД, DVD, BD                                            | —                       | —                       | —                       | —                       |                                                     |
| 2010                                                                  | Radiohead for Haiti Детали - Выход: 24 декабря - Лейбл: — - Формат: ЦД, 2×DVD                                        | —                       | —                       | —                       | —                       |                                                     |
| 2011                                                                  | The King of Limbs: Live from the Basement Детали - Выход: 23 августа - Лейбл: Ticker Tape (XL) - Формат: DVD, BD+DVD | 10                      | —                       | 74                      | —                       |                                                     |
| «—» означает, что альбом не попал в чарт или не был выпущен в стране. | |                         |                         |                         |                         |                                                     |

## Видеоклипы
| Год  | Видео                         | Режиссёр                                                                                  |
| ---- | ----------------------------- | ----------------------------------------------------------------------------------------- |
| 1993 | «Creep»                       | Бретт Тернбулл                                                                            |
| 1993 | «Anyone Can Play Guitar»      | Дуайт Кларк                                                                               |
| 1993 | «Pop Is Dead»                 | Дуайт Кларк                                                                               |
| 1993 | «Creep»                       | Коррин Дэй                                                                                |
| 1993 | «Stop Whispering»             | Джеффри Планскер                                                                          |
| 1994 | «My Iron Lung»                | Бретт Тернбулл                                                                            |
| 1995 | «High and Dry»                | Дэвид Муд                                                                                 |
| 1995 | «Fake Plastic Trees»          | Джейк Скотт                                                                               |
| 1995 | «Just»                        | Джейми Трейвз                                                                             |
| 1995 | «Lucky»                       | Неизвестен                                                                                |
| 1996 | «High and Dry»                | Пол Каннингем                                                                             |
| 1996 | «Street Spirit (Fade Out)»    | Джонатан Глэйзер                                                                          |
| 1997 | «Paranoid Android»            | Магнус Карлссон                                                                           |
| 1997 | «Let Down»                    | Саймон Хилтон                                                                             |
| 1997 | «Karma Police»                | Джонатан Глэйзер                                                                          |
| 1998 | «No Surprises»                | Грант Джи                                                                                 |
| 2000 | Промоблипы к альбому Kid A    | Крис Брэн Стэнли Донвуд Shynola: Гидеон Боуз Крис Хардинг Ричард Кентуорси Джейсон Гроувз |
| 2000 | «Idioteque»                   | Крис Брэн                                                                                 |
| 2000 | «Idioteque»                   | Стэнли Донвуд                                                                             |
| 2001 | «Motion Picture Soundtrack»   | Стэнли Донвуд Shynola                                                                     |
| 2001 | «Pyramid Song»                | Shynola                                                                                   |
| 2001 | «Knives Out»                  | Мишель Гондри                                                                             |
| 2001 | «I Might Be Wrong»            | Крис Брэн                                                                                 |
| 2001 | «I Might Be Wrong»            | Софи Мюллер                                                                               |
| 2001 | «How to Disappear Completely» | Неизвестен                                                                                |
| 2002 | «Push Pulk / Spinning Plates» | Джонни Хардстафф                                                                          |
| 2003 | «There There»                 | Крис Хоупуэлл                                                                             |
| 2003 | «Go to Sleep»                 | Алекс Раттерфорд                                                                          |
| 2003 | «Sit Down, Stand Up»          | Эд Холдсуорт                                                                              |
| 2003 | «2 + 2 = 5»                   | Не указан                                                                                 |
| 2003 | «2 + 2 = 5»                   | Фабьен Рэймонд                                                                            |
| 2007 | «Jigsaw Falling into Place»   | Адам Бакстон                                                                              |
| 2008 | «Nude»                        | Адам Бакстон                                                                              |
| 2008 | «All I Need»                  | Джон Сил Стив Роджерс                                                                     |
| 2008 | «House of Cards»              | Джеймс Фрост                                                                              |
| 2008 | «Reckoner»                    | Клемен Пикон                                                                              |
| 2008 | «Weird Fishes/Arpeggi»        | Тобиас Стретч                                                                             |
| 2008 | «Videotape»                   | Вольфганг Яйзер Клаус Винтер                                                              |
| 2008 | «15 Step»                     | Кота Тотори                                                                               |
| 2011 | «Lotus Flower»                | Гарт Дженнингс                                                                            |
| 2016 | «Burn the Witch»              | Крис Хоупвелл                                                                             |
|      | «Daydreaming»                 | Пол Томас Андерсон                                                                        |
| 2017 | «I Promise»                   | Михаил Марчак                                                                             |
|      | «Man of War»                  | Колин Рид                                                                                 |
|      | «Lift»                        | Оскар Хадсон                                                                              |
| 2021 | «If You Say The Word»         | Каспер Хеггстрём                                                                          |
|      | «Follow Me Around»            | Us (Крис Барретт и Люк Тейлор)                                                            |

## Демо
| Год  | Название                                     | Комментарий |
| ---- | -------------------------------------------- | --- |
| 1988 | On а Friday - Формат: CS                     | Записанная в студии Wormwood (Оксфордшир) компакт-кассета с тремя песнями была выпущена, когда группа называлась On a Friday.                                  |
| 1990 | The Greatest Shindig - Формат: CS            | Компакт-кассета с пятнадцатью песнями была выпущена группой под именем Shindig.                                                                                |
| 1991 | On a Friday - Выход: апрель - Формат: CS     | Кассета с тремя песнями. |
| 1991 | Manic Hedgehog - Выход: октябрь - Формат: CS | Пятипесенная компакт-кассета, изданная группой On a Friday. Название кассеты является отсылкой к музыкальному магазину, который занимался её распространением. |

## Участие в саундтреках
| Год  | Материал                                   | Альбом                                                               | Песня                                                     |
| ---- | ------------------------------------------ | -------------------------------------------------------------------- | --------------------------------------------------------- |
| 1994 | «Японский городовой»                       | S.F.W. (Original Motion Picture Soundtrack)                          | «Creep»                                                   |
| 1995 | «Бестолковые»                              | Clueless (Original Motion Picture Soundtrack)                        | «Fake Plastic Trees» (Acoustic Version)                   |
| 1995 | «Велорикша»                                | Cyclo (Original Motion Picture Soundtrack)                           | «Creep»                                                   |
| 1996 | «Ромео + Джульетта»                        | William Shakespeare's Romeo + Juliet (Music from the Motion Picture) | «Talk Show Host»                                          |
| 1997 | «Нигде»                                    | Nowhere: Music from the Gregg Araki Movie                            | «How Can You Be Sure»                                     |
| 2001 | «Ванильное небо»                           | Music from Vanilla Sky                                               | «Everything in Its Right Place»                           |
| 2001 | «Помни»                                    | Memento (Music for and Inspired by the Film)                         | «Treefingers» (Extended Version)                          |
| 2004 | «Они поженились, и у них было много детей» | Ils Se Marièrent Et Eurent Beaucoup D'Enfants                        | «Creep»                                                   |
| 2004 | «Долгая дорога вокруг света»               | Long Way Round (Music from the TV Series)                            | «2 + 2 = 5»                                               |
| 2005 | «Клиент всегда мёртв»                      | Six Feet Under, Vol. 2: Everything Ends                              | «Lucky»                                                   |
| 2007 | «Турецкий для начинающих»                  | Türkisch Für Anfänger (Die Musik Aus Der Serie)                      | «No Surprises»                                            |
| 2009 | "Я прихожу с дождем"                       |                                                                      | "Nude" "Climbing Up the Walls" "Bullet Proof (Wish I Was" |